# Saison 2017 de l'équipe cycliste Copenhagen
La saison 2017 de l'équipe cycliste Copenhagen est la troisième de cette équipe.

## Préparation de la saison 2017

### Arrivées et départs
| Arrivées           | Équipe 2016       |
| ------------------ | ----------------- |
| Filip Bengtsson    | Differdange-Losch |
| Daniel Crista      | Tusnad            |
| Maximilian Hoffman | ColoQuick-Cult    |
| Fredrik Ludvigsson | Giant-Alpecin     |

| Départs                   | Équipe 2017       |
| ------------------------- | ----------------- |
| Søren Aronoff-Jensen      |                   |
| Elias Busk                |                   |
| Emil Dam                  | Retraite          |
| Rasmus Ginnerup           |                   |
| Michael Jæger             |                   |
| Kaspar Schonnemann        |                   |
| Soren Malling Siggard     | Almeborg-Bornholm |
| Rasmus Bøgh Wallin        |                   |
| David Wederkinck Andersen |                   |
| Mathias Skov-jensen       | Almeborg-Bornholm |

## Coureurs et encadrement technique

### Effectif
| Cycliste            | Date de naissance | Nationalité | Équipe 2016         |  |
| ------------------- | ----------------- | ----------- | ------------------- |  |
| Filip Bengtsson     | 17 septembre 1995 | Suède       | Differdange-Losch   |  |
| Marcus Bonlykke     | 4 octobre 1995    | Danemark    | Soigneur-Copenhagen |  |
| Daniel Crista       | 19 janvier 1991   | Roumanie    | Tusnad              |  |
| Morten Høberg       | 8 mars 1988       | Danemark    | Soigneur-Copenhagen |  |
| Maximilian Hoffman  | 26 février 1997   | Danemark    | ColoQuick-Cult      |  |
| Mathias Lindberg    | 21 novembre 1992  | Danemark    | Soigneur-Copenhagen |  |
| Christian Ingemann  | 5 août 1997       | Danemark    | Soigneur-Copenhagen |  |
| Fredrik Ludvigsson  | 28 avril 1994     | Suède       | Giant-Alpecin       |  |
| Jonas Nordkroggaard | 3 juin 1994       | Danemark    | Soigneur-Copenhagen |  |

## Bilan de la saison

### Victoires
| Date | Course | Pays | Classe | Vainqueur |
| ---- | ------ | ---- | ------ | --------- |